# 豊岡市立五荘小学校
豊岡市立五荘小学校（とよおかしりつ ごのしょうしょうがっこう）は、兵庫県豊岡市中陰1番地にある公立小学校。

## 概要
五荘小学校は、旧豊岡市立五荘西小学校（旧五荘村立五荘西小学校）、旧豊岡市立五荘東小学校（旧五荘村立五荘東小学校）が統合して出来た公立小学校である。略称は、五荘小学校（ごのしょうしょうがっこう）又は単に、ごのしょう（五荘・五小）もしくは希であるが、五荘小（ごのしょうしょう）である。略称が書かれる事があまり無いので旧村名（昭和の大合併で消滅）の「五荘」の漢字が一般的に使われる。
令和元年5月1日現在の児童数は725人。但馬県民局管内では最多の児童数を有する。
令和3年4月より奈佐小学校（閉校時生徒数35人)を統合した。

## 歴史
- | [icon] | この節の加筆が望まれています。 |

## 学校行事
| - 4月 始業式、入学式、創立記念日 - 5月 - 6月 トライやるウィーク、自然学校 | - 7月 終業式 - 8月 始業式 - 9月 運動会 | - 10月 修学旅行 - 11月 - 12月 終業式 | - 1月 始業式 - 2月 - 3月 6年生を送る会、卒業証書授与式、修了式 |

## 通学区域
- 大手町1から9番街区、正法寺、戸牧、高屋、上陰、中陰、下陰、福田、栃江、森津、滝、新堂、岩熊、江野、伊賀谷、宮井、岩井、庄、吉井、野垣、福成寺、大谷、内町、辻、船谷及び目坂[2]

## 進学先中学校
- 豊岡市立豊岡北中学校[2]

## 学区内の主な施設
- 豊岡市立五荘幼稚園
- 豊岡市立めぐみ幼稚園
- 豊岡市立豊岡北中学校
- 豊岡税務署
- JR西日本・京都丹後鉄道豊岡駅
- 豊岡下陰郵便局
- 豊岡高屋郵便局
- 豊岡南警察署下陰交番

## 出身者
- ミラクルひかる（ものまねタレント）
- 荻野なお（タレント）

## 通学区域が隣接している学校
- 豊岡市立田鶴野小学校
- 豊岡市立豊岡小学校
- 豊岡市立八条小学校
- 豊岡市立八代小学校
- 豊岡市立竹野学園
- 豊岡市立城崎小学校